# Estación de Corvisart
La estación de Corvisart es una estación de la línea 6 del metro de París situada en el XIII distrito de la ciudad. 

## Historia
La estación fue abierta el 24 de abril de 1906 como parte de la línea 2 sur, una línea que poco después pasaría a ser la línea 5 y finalmente la 6. 
La estación debe su nombre a Jean-Nicolas Corvisart, médico francés, que también fue médico personal de Napoleón Bonaparte.

## Descripción
Se compone de dos andenes laterales de 75 metros de longitud y de dos vías. En este punto, y en dirección Nation, la línea 6 mantiene de nuevo un trazado aéreo que ha reiniciado poco antes de la estación de Saint-Jacques y que vuelve a interrumpirse en la siguiente estación de Place d'Italie.
Corvisart se encuentra situada sobre un largo tramo de viaductos.  Toda la estación está resguardada por un clásico tejado en pico de dos vertientes cuyo tramo central, el situado sobre las vías, es transparente. Un entramado de vigas y columnas de acero apoyadas en las paredes de la estación sostienen toda la estructura. Las paredes, por su parte, están revestidas de azulejos blancos biselados. 
La iluminación corre a cargo del anticuado modelo néons en su variante exterior, donde unos sencillos tubo fluorescente se descuelgan de la bóveda para iluminar los andenes.
La señalización por su parte, usa la tipografía Motte donde el nombre de la estación aparece en letras blancas sobre un panel metálico de color azul. Por último, los asientos, de estilo Motte, combinan pequeñas zonas semicirculares de cemento que sirven de banco improvisado con algunos asientos individualizados de color gris que se sitúan sobre dichas estructuras.